# Tandställning

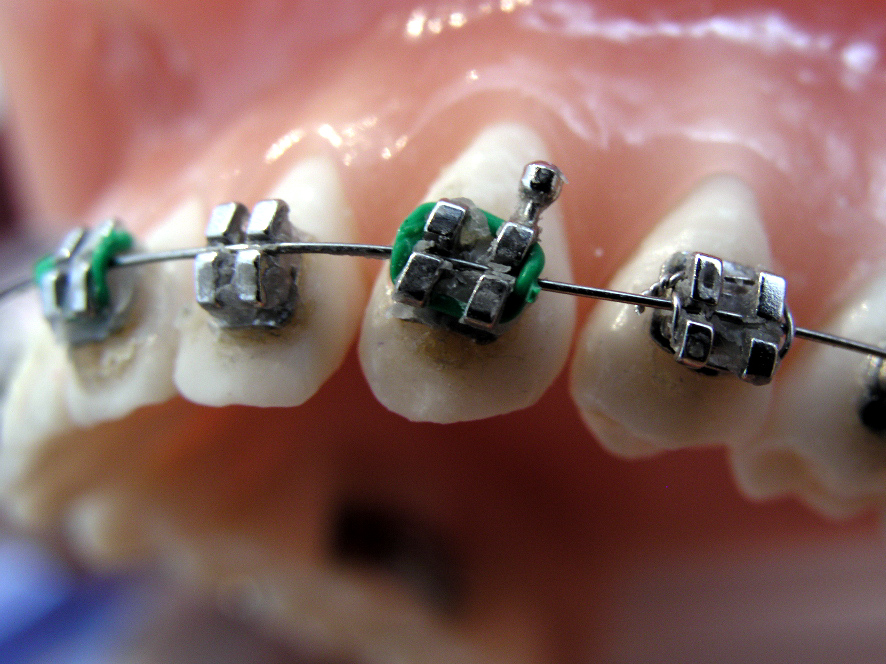
Montering av metallbågen på tänderna

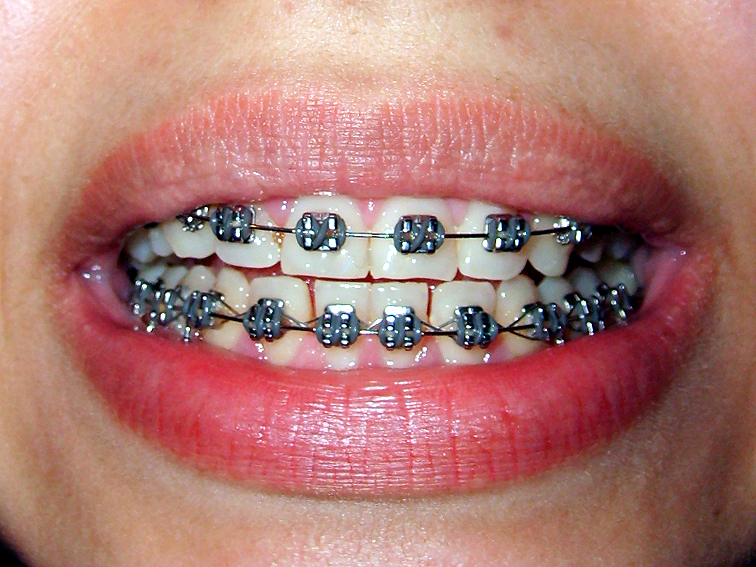
Tandställning.

Tandställning är ett hjälpmedel som används inom ortodonti (tandreglering). Ortodontisk behandling görs för både kosmetisk och funktionell förbättring i förhållande till tandläget. 
En tandställning kan vara fast monterad eller vara möjlig att ta ur, t.ex. under måltider eller vid tandborstning. Det finns också tandställningar som används endast nattetid.
Har man vanlig tandställning bör man vara noga med att borsta tänderna morgon och kväll, eller efter varje måltid och vid läggdags.
Man bör undvika att äta hårda saker de första veckorna. Tandställning är kostnadsfri i Sverige för ungdomar under 23 år, och ges till dem som verkligen är i behov.
Bilden visar exempel på montering med elastiskt ligament och med metalltråd. Lägg också märke till den extra "piggen" på ett av fästena. Ett sådant fäste kan användas för att förbinda tänder i överkäken till tänder i underkäken med elastiska band och på så sätt trycka tänderna inåt.

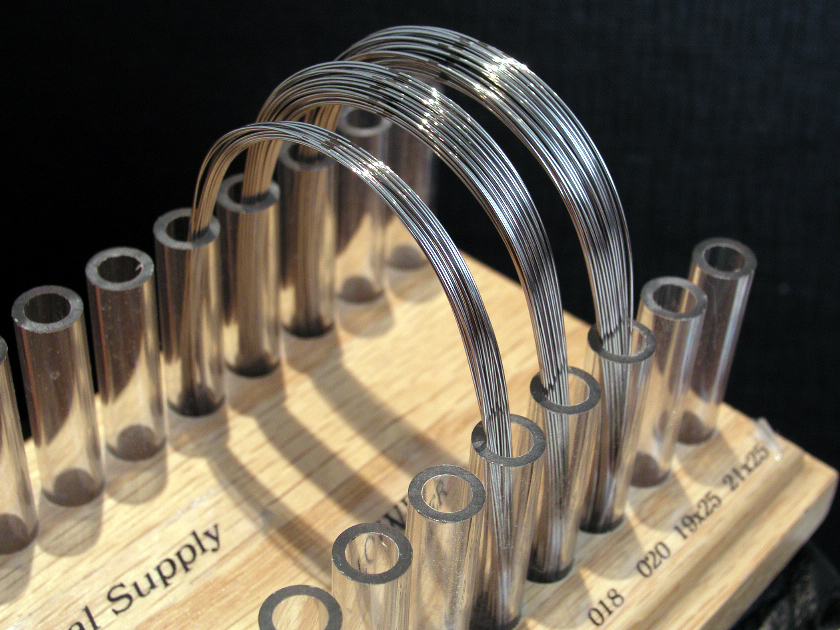
Tråd till metallbågen finns i olika grovhet

Den fasta tandställningen består av särskilda fästen av metall (eng. brackets) som under behandlingstiden sitter limmade på tänderna och en båge av metall som utövar en bestämd kraft mot tänderna för att på så sätt ändra deras läge. Metallbågen sätts fast i de pålimmade fästena med hjälp av små gummiband (se bilden till höger) eller fästs med metalltråd. Dessa kan sedan lösgöras vid nästa behandlingstillfälle, när tandställningen justeras (aktiveras). Nyare typer av brackets har inbyggda fästen för metallbågen.
Fästena på tänderna kan också göras av keramiskt material, vilket kan upplevas som mer estetiskt. Bågar finns också gjorda i plastmaterial.
Den fasta tandställningen har en kraft som utövas genom att den fästs med viss förspänning. Efter ett tag avtar kraften då tänderna flyttar sig något och metallens kraft mattas. Tandställningen måste då spännas genom att en ny båge sätts in och ger ny kraftverkan. Detta görs vid upprepade behandlingar med lämpliga intervall. Regleringskraften som påverkar tänderna kan bestämmas genom val av lämplig båge och utformningen av denna.
När tandställningen monteras (eller aktiveras vid behandling) kan patienten uppleva ett visst obehag de första 2–3 dygnen, men detta går normalt över.

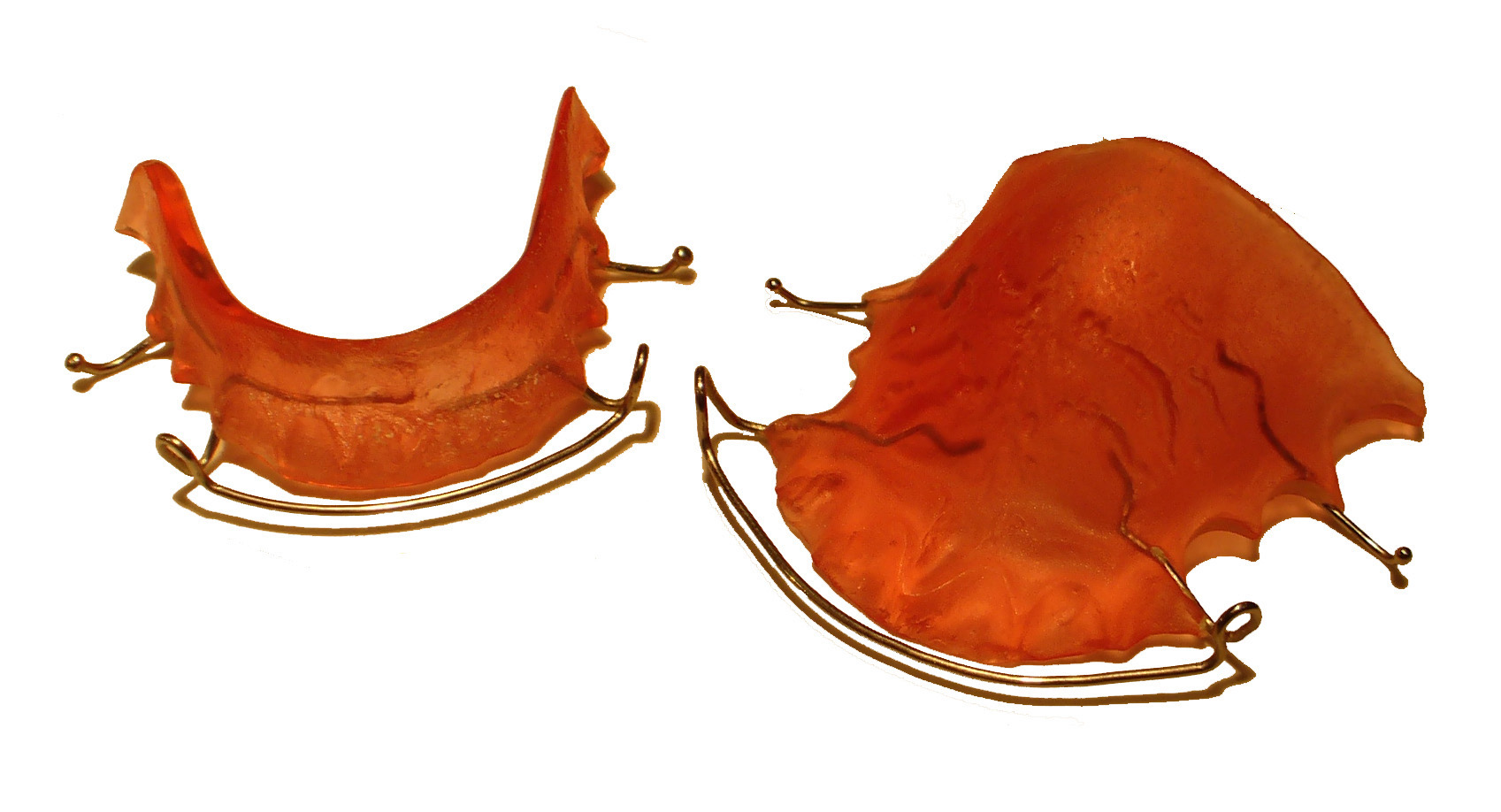
Löstagbar tandställning.

Den avtagbara tandställningen ger stöd eller utövar tryck emot de tänder som skall regleras. En avtagbar tandställning kan också vara en avslutande fas i tandregleringen eller användas förebyggande.
Den traditionella tandställningen sätts utanför tänderna. Men det finns också tandreglerare som arbetar från insidan (lingual ortodonti). Tekniken i övrigt är densamma och den linguala ortodontin är en variant av behandlingsteknik.
Till hjälp vid tandregleringen kan också monteras mikroinplantat som tillfälligt fästs i käkbenet och ger stödpunkter för förflyttningen av tänderna.
Behandlingstiden för tandregleringen är beroende på komplexiteten, men mäts i de flesta fall i år.